# Norman Ornstein

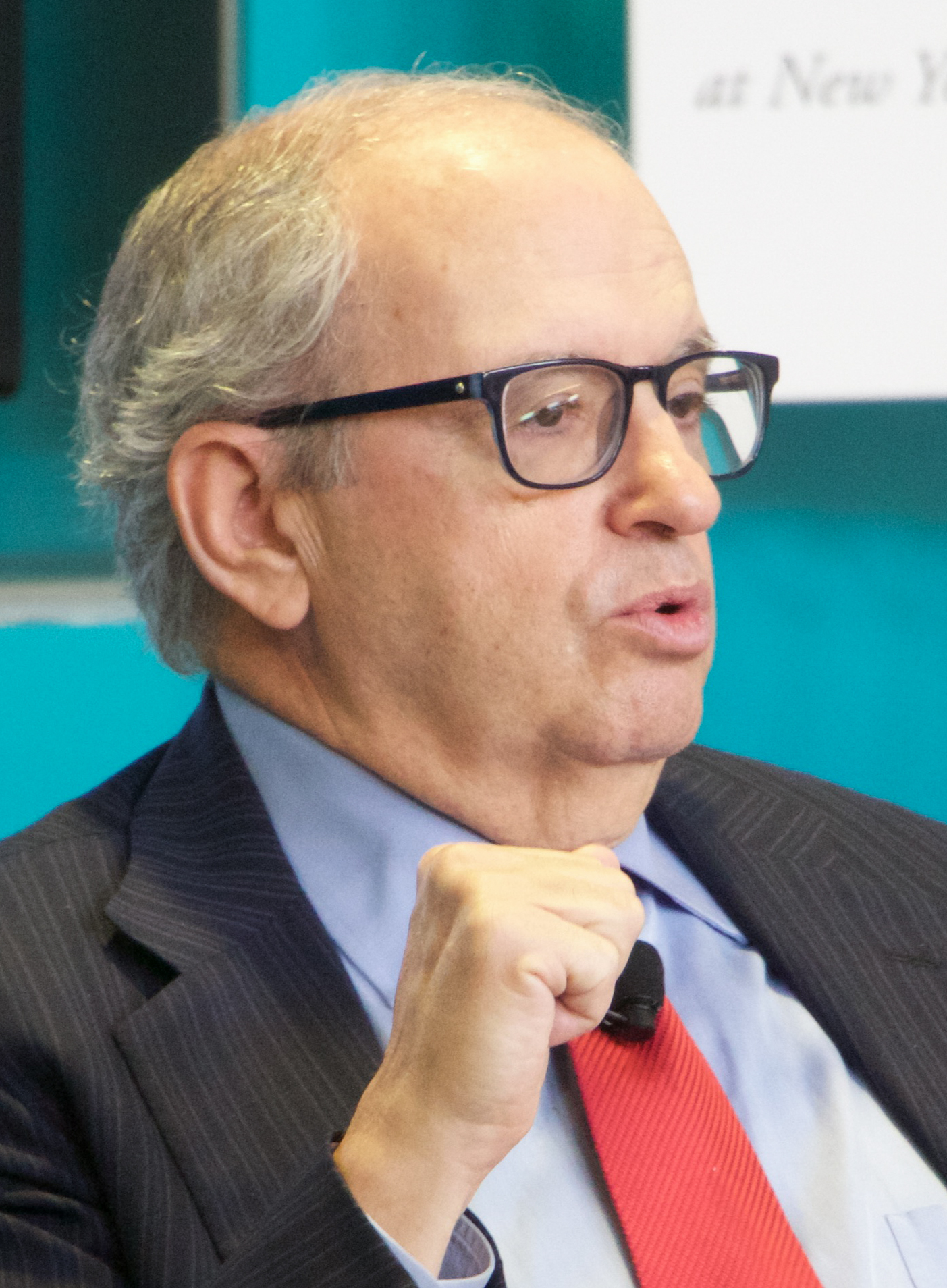
Norman Jay Ornstein

Norman Jay Ornstein (* 14. Oktober 1948 in Grand Rapids/Minnesota) ist ein US-amerikanischer Politikwissenschaftler und Hochschullehrer.

## Leben und Wirken
Norman J. Ornstein studierte Politikwissenschaft zunächst an der University of Minnesota, wo er 1967 sein Bachelorexamen machte. Sein Studium setzte er dann an der University of Michigan fort. Hier erwarb er 1968 den Magistergrad und promovierte 1972 zum Ph.D. Bereits 1971 war er an der Eastern Michigan University als Lehrer für das Fach Politikwissenschaft tätig. Von 1971 bis 1972 arbeitete er als Assistenzprofessor an der Johns Hopkins University (School of Advanced International Studies) in Washington, D.C., und der Universität Bologna. Von 1972 bis 1984 lehrte er als Professor an der Catholic University of America in Washington, D.C. Anschließend war Ornstein als Wissenschaftler am American Enterprise Institute tätig, einer führenden politischen Denkfabrik.
Ornstein beschäftigt sich vor allem mit dem U.S. Kongress und dem amerikanischen Wahlsystem sowie der Wahlkampffinanzierung und gilt als Experte auf diesen Gebieten. Er arbeitete zahlreichen Kommissionen und Fachausschüssen mit. Neben vielen in- und ausländischen Vorträgen wirkt er in den USA an Rundfunk- und Fernsehsendungen mit. Ornstein steht auf der Seite der Demokratischen Partei und ist ein Kritiker von Donald Trump und des derzeitigen Systems für die Präsidentenwahl durch das Electoral College.

## Veröffentlichungen (Auswahl)
- (Hrsg.): Changing Congress. The committee system (= The annals of the American Academy of Political and Social Science. Bd. 411). Philadelphia 1974.
- (Hrsg.): Congress in change. Evolution and reform. Praeger, New York 1975, ISBN 0-275-10050-2.
- mit Shirley Elder: Interest groups, lobbying and policymaking. 4. Auflage. Congressional Quarterly Press, Washington, D.C. 1978, ISBN 0-87187-143-3.
- (Hrsg.): The role of the legislature in Western democracies (= AEI symposia, Bd. 81 F). American Enterprise Institute for Public Policy Research, Washington, D.C. 1981, ISBN 0-8447-2214-6.
- (Mithrsg.): The new Congress (= AEI studies. Bd. 305). American Enterprise Institute for Public Policy Research, Washington, D.C. 1981, ISBN 0-8447-3415-2.
- (Hrsg.): The American elections of 1982 (= AEI studies, Bd. 389). American Enterprise Institute for Public Policy Research, Washington, D.C. 1983, ISBN 0-8447-3532-9.
- The constitution and the sharing of foreign policy responsibility. In: Edmund S. Muskie (Hrsg.): The President, the Congress and foreign policy. University Press of America, Lanham, Md. 1986, ISBN 0-8191-5284-6, S. 35–66.
- Interessenvertretung auf dem Kapitol. In: Uwe Thaysen (Hrsg.): US-Kongreß und Deutscher Bundestag. Bestandsaufnahmen im Vergleich. Westdeutscher Verlag, Opladen 1988, ISBN 3-531-11936-2, S. 281–299.
- mit Andrew Kohut und Larry McCarthy: The people, the press & politics. The Times Mirror study of the American electorate. Addison-Wesley, Reading, Mass. 1988, ISBN 0-201-09358-8.
- mit Mark Schmitt: The 1988 election. In: Foreign Affairs, Bd. 68 (1989), S. 39–52.
- mit Mark Perlman (Hrsg.): Political power and social change. The United States faces a united Europe (= AEI studies. Bd. 525). AEI Press, Washington, D.C. 1991, ISBN 0-8447-3757-7.
- Foreign policy and the 1992 election. In: Foreign affairs, Bd. 71 (1992), S. 1–16.
- mit Thomas E. Mann (Hrsg.): Congress, the press and the public. American Enterprise Institute for Public Policy Research, Washington, D.C. 1994, ISBN 0-8157-5462-0.
- mit Thomas E. Mann (Hrsg.): Intensive care. How Congress shapes health policy. American Enterprise Institute for Public Policy Research, Washington, D.C 1995, ISBN 0-8157-5464-7.
- mit Amy L. Schenkenberg: The 1995 congress. The first hundred days and beyond. In: Political Science Quarterly. Bd. 110 (1995), S. 183–206.
- mit Thomas E. Mann (Hrsg.): The permanent campaign and its future. American Enterprise Institute for Public Policy Research, Washington, D.C. 2000, ISBN 0-8447-4134-5.
- mit Thomas E. Mann: When Congress checks out. In: Foreign Affairs, Bd. 85 (2006), S. 67–82.
- mit Thomas E. Mann: The broken branch. How Congress is failing America and how to get it back on track. Oxford University Press, New York 2008, ISBN 978-0-19-536871-0.
- mit Thomas E. Mann: It's even worse than it looks. How the American constitutional system collided with the new politics of extremism. Basic Books, New York 2016, ISBN 978-0-465-09620-6.
- mit E. J. Dionne Jr. und Thomas E. Mann: One nation after Trump. A guide for the perplexed, the disillusioned, the desperate, and the not-yet deported. St. Martin's Press, New York 2017, ISBN 978-1-250-16405-6.

sowie zahlreiche weitere Aufsätze und Beiträge in Sammelbänden.